# NGC 3261
NGC 3261 (również PGC 30868) – galaktyka spiralna z poprzeczką (SBbc), znajdująca się w gwiazdozbiorze Żagla. Odkrył ją John Herschel 15 marca 1836 roku.
W galaktyce tej zaobserwowano supernowe SN 1997Z i SN 2008fw.